# Iglesia de San Nicolás (Beaune)

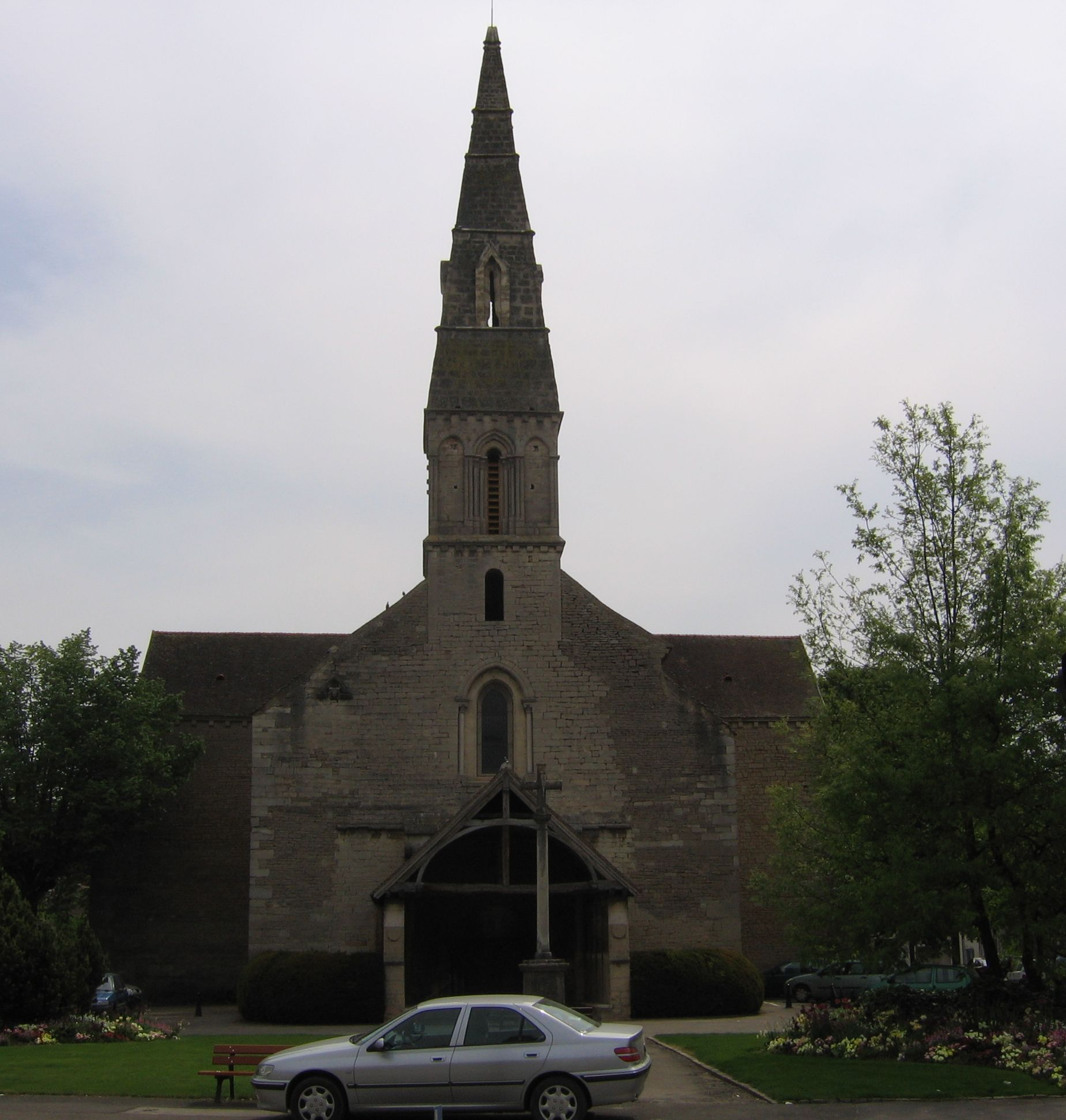
Vista de la entrada a los pies.

La iglesia de San Nicolás (en francés: église Saint-Nicolas) es un templo católico situado en Beaune (Borgoña, Francia). El edificio original fue levantado en el siglo II, y transformado en los siglos XIV y XV. Actualmente está listado como monumento histórico de Francia desde el 9 de julio de 1921.